# پیتر کیسویک
پیتر کیسویک (انگلیسی: Peter Chiswick; ۱۹ سپتامبر ۱۹۲۹ – اوت ۱۹۶۲ (aged 32)) بازیکن فوتبال اهل بریتانیا بود.
از باشگاه‌هایی که در آن بازی کرده‌است می‌توان به باشگاه فوتبال مارگیت، باشگاه فوتبال کولچستر یونایتد، باشگاه فوتبال گیلینگام، باشگاه فوتبال وستهام یونایتد، و باشگاه فوتبال بارکینگ اشاره کرد.